# The Brothers Rico
The Brothers Rico is een Amerikaanse film noir uit 1957 onder regie van Phil Karlson. Het scenario is gebaseerd op de politieroman Les Frères Rico uit 1952 van de Belgische auteur Georges Simenon. Destijds werd de film in Nederland uitgebracht onder de titel De bloedhond.

## Verhaal
Eddie Rico was ooit de boekhouder van een invloedrijke maffiabaas. Intussen is hij een respectabele zakenman, die met zijn gezin in Florida woont. Wanneer de politie op zoek gaat naar zijn broer, ziet hij zich gedwongen om weer aan te kloppen bij zijn voormalige werkgever.

## Rolverdeling
| Acteur             | Personage         |
| ------------------ | ----------------- |
| Richard Conte      | Eddie Rico        |
| Dianne Foster      | Alice Rico        |
| Kathryn Grant      | Norah Malaks Rico |
| Larry Gates        | Sid Kubik         |
| James Darren       | Johnny Rico       |
| Argentina Brunetti | Mevrouw Rico      |
| Lamont Johnson     | Peter Malaks      |
| Harry Bellaver     | Mike Lamotta      |
| Paul Picerni       | Gino Rico         |
| Paul Dubov         | Phil              |
| Rudy Bond          | Charlie Gonzales  |
| Richard Bakalyan   | Vic Tucci         |
| William Phipps     | Joe Wesson        |